# Mowbray (rivière)
Pour les articles homonymes, voir Mowbray.
La rivière Mowbray  (en anglais : Mowbray River) est un cours d’eau du sud de la région de  Canterbury dans l’Île du Sud de la Nouvelle-Zélande.

## Géographie
C’est un court affluent supérieur du fleuve Orari, qui s’écoule du nord à partir de sa source dans la chaîne des ‘Four Peaks Range’ au nord-est de la ville de Fairlie.
(en) Land Information New Zealand, « détail emplacement: Mowbray (rivière) », sur New Zealand Gazetteer